# یانگ مین-هیوک
یانگ مین-هیوک (انگلیسی: Yang Min-hyeok؛ زادهٔ ۱۶ آوریل ۲۰۰۶) بازیکن فوتبال اهل کره جنوبی است که در حال حاضر برای باشگاه فوتبال تاتنهام هاتسپر بازی می‌کند. 
وی همچنین در تیم ملی فوتبال زیر ۱۷ سال کره جنوبی بازی کرده است.